# Декстрометорфан/бупропіон

Dextromethorphan

Bupropion

Декстрометорфан/бупропіон (DXM/BUP), що продається під торговельною маркою Auvelity, є комбінованим препаратом для лікування великого депресивного розладу. Його активними компонентами є декстрометорфан (DXM) і бупропіон. Пацієнти, які приймали цей препарат, мали в середньому на 11% більше зниження симптомів депресії, ніж плацебо в дослідженні, схваленому FDA. Його приймають перорально у вигляді таблеток пролонгованого вивільнення.
Серед побічних ефектів декстрометорфану/бупропіону є запаморочення, головний біль, діарея, сонливість, сухість у роті, сексуальна дисфункція та гіпергідроз. Механізм дії декстрометорфану/бупропіону при лікуванні депресії невідомий.
Декстрометорфан/бупропіон був розроблений Axsome Therapeutics і був схвалений для лікування великого депресивного розладу в Сполучених Штатах у серпні 2022 року.

## Медичне застосування
Комбінований препарат DXM/BUP виористовується для лікування пацієнтів із великим депресивним розладом (ВДД). У двох дослідженнях була досліджена ефективність препарату проти ВДД: у першому в порівнянні з плацебо, а в другому в порівнянні з бупропіоном окремо.
У першому дослідженні дорослі пацієнти (віком від 18 до 65 років), які відповідали критеріям діагностичного та статистичного посібника з психічних розладів (DSM-5) для MDD, були рандомізовані для отримання AUVELITY (45 мг декстрометорфану гідроброміду та 105 мг бупропіону гідрохлориду) двічі на день (N=156) або плацебо двічі на день (N=162) протягом 6 тижнів. Пацієнти в дослідженні 1 мали середній вік 41 рік і складали 67% жінок, 55% європеоїдної раси, 35% чорношкірих і 5% азіатів.
Основним показником результату була зміна загальної оцінки шкали Монтгомері-Асберга за шкалою оцінки депресії (MADRS) від вихідного рівня до 6-го тижня. MADRS — це шкала, яку оцінюють лікарі, щоб оцінити тяжкість симптомів депресії. Пацієнти оцінюються за 10 пунктами, щоб оцінити почуття смутку, внутрішньої напруги, зниження сну або апетиту, труднощі зосередження, млявість, відсутність інтересу, песимізм і схильність до суїциду. Оцінки за шкалою MADRS коливаються від 0 до 60, причому більш високі оцінки вказують на більш серйозну депресію. AUVELITY був статистично суттєво кращим за плацебо щодо покращення симптомів депресії, що виміряно зниженням загального балу MADRS на 6-му тижні.
У другому дослідженні  пацієнти з БДР були рандомізовані для прийому AUVELITY або бупропіону гідрохлориду в таблетках із уповільненим вивільненням по 105 мг двічі на день протягом 6 тижнів. Показник первинного результату розраховувався шляхом оцінки зміни загального балу MADRS від вихідного рівня під час кожного візиту на місце з 1 по 6 тиждень, а потім беручи середнє значення цих балів. Результати дослідження показали, що декстрометорфан сприяє антидепресивним властивостям AUVELITY.

## Фармакологія

### Фармакодинаміка
Декстрометорфан є неконкурентним антагоністом NMDA, що є рецептором глутамату, про роль в депресії якого свідчать новітні дослідження , і агоністом σ-1 рецептора, який є модулятором глутамінергічної системи та низки іниших процесів . Втім, механізм дії бупропіону при лікуванні ВДР не є відомим.
Бупропіон підвищує рівень декстрометорфану в плазмі шляхом конкурентного інгібування цитохрому P450 2D6, який каталізує основний шлях біотрансформації декстрометорфану на декстрорфан, що є сильнішим антагоністом NMDA рецепторів.
Бупропіон є інгібітором нейронального зворотного захоплення норадреналіну та дофаміну. Також він має афінність на нікотинові ацетилхолінові рецептори і виступає в якості їх інгібітора. Не пригнічує моноаміноксидазу та слабко інгібує зворотне захоплення серотоніну.

### Фармакокінетика
Декстрометорфан має низьку біодоступність при пероральному прийомі через його швидкий і екстенсивний метаболізм печінковим ферментом цитохрому P450 (CYP) 2D6. Декстрометорфан при одночасному застосуванні з бупропіоном демонструє нелінійну фармакокінетику, досягаючи рівноважних концентрацій у плазмі протягом 8 днів. Коефіцієнти накопичення для декстрометорфану в рівноважному стані при застосуванні як AUVELITY становлять 20 і 32 відповідно на основі Cmax і AUC0-12 порівняно з 1,3 і 1,4 відповідно для декстрометорфану окремо .
Період напіввиведення декстрометорфану та бупропіону в суладі Auvelity становлять 15 і 22 години відповідно. Очевидний період напіввиведення метаболітів гідроксибупропіону, еритрогідроксибупропіону та треогідроксибупропіону становив приблизно 35, 44 та 33 години відповідно.
У пацієнтів зі швидким метаболізмом CYP2D6 приблизно 37-52 % перорально введеної дози декстрометорфану виводиться із сечею. Менше 2 % введеної дози виводиться у незміненому вигляді з сечею. У повільних метаболізаторів CYP2D6 приблизно 45-83 % введеної дози виявляється із сечею. Приблизно 26 % введеної дози виводиться із сечею у незміненому вигляді.
Після перорального введення 200 мг 14C-бупропіону людям 87% і 10% радіоактивної дози було виявлено в сечі та калі відповідно. Лише 0,5 % пероральної дози виводилося у вигляді незміненого бупропіону.

## Побічні ефекти
У пацієнтів, що приймали препарат DXM/BUP були наявні наступні побічні ефекти: запаморочення, нудота, головні болі, діарея, сонливість, сухість в роті, порушення статевих функцій (еректильна дисфункція, знижене лібідо, аноргазмія), надмірне спітніння (гіпергідроз), тривога, закреп, знижений апетит, безсоння, біль в суглобах, втома, парестезія.
Також окремо вживання бупропіону має ризик епілепсії, в той час як декстрометорфан, особливо при вживанні з серотонергічними препаратами, може призвести до серотонінового синдрому .

## У суспільстві

### Форми випуску
DXM/BUP випускається під брендовою назвою Auvelity у формі таблеток пролонгованого вивільнення.

### Правовий статус
Декстрометорфан/бупропіон не є контрольованою речовиною в Сполучених Штатах. Утім потенціал неправильного використання декстрометорфану та бупропіону систематично не вивчався. Однак як декстрометорфан, так і бупропіон можуть бути використані не за призначенням в надтерапевтичних дозах. Декстрометорфан широко доступний як безрецептурний препарат в складі сиропів від кашлю і використовується в рекреаційних цілях. Бупропіон же, навпаки є ліками, що відпускаються лише за рецептом.